# Pills 'n' Thrills and Bellyaches
Pills 'n' Thrills and Bellyaches foi o terceiro álbum da banda britânica Happy Mondays. Ele foi lançado em 1990 e foi produzido por Paul Oakenfold e Steve Osborne no Eden Studios em Londres.
Em 2000 Q magazine colocou Pills 'n' Thrills and Bellyaches no número 31 da sua lista definitiva dos 100 Maiores Álbuns Britânicos. Em 2005, o álbum foi eleito o 51º melhor álbum de todos os tempos pelos telespectadores do Canal 4
Capas de Central Station Design. A capa original do álbum consistia de uma montagem de embalagens de doces infantis. Isto foi mudado após acusações dos fabricantes Americanos, resultando numa nova capa um pouco mais simples.
Em novembro de 2007, o álbum foi relançado pela Rhino Records com faixas extras e um DVD de vídeos musicais.

## Faixas
Todas as músicas escritas por Shaun Ryder, Paul Ryder, Mark Day, Paul Davis e Gary Whelan. Exceto quando sinalizado.
1. "Kinky Afro" – 3:59
2. "God's Cop" – 4:58
3. "Donovan" – 4:04
4. "Grandbag's Funeral" – 3:20
5. "Loose Fit" – 5:07
6. "Dennis and Lois" – 4:24
7. "Bob's Yer Uncle" – 5:10
8. "Step On" (John Kongos, Christos Demetriou) – 5:17
9. "Holiday" – 3:28
10. "Harmony" – 4:01

## Edição de colecionador 2007
Disco 1
1. "Kinky Afro"
2. "God's Cop"
3. "Donovan"
4. "Grandbag's Funeral"
5. "Loose Fit"
6. "Dennis And Lois"
7. "Bob's Yer Uncle"
8. "Step On"
9. "Holiday"
10. "Harmony"
11. "Step On (Twisting My Melon Mix)"
12. "Kinky Afro (7" Euro Mix)"
13. "Loose Fit (12" Version)"
14. "Bob's Yer Uncle (12" Version)"
15. "Tokoloshie Man"

Disc 2 - DVD
1. "Tart tart"
2. "24 Hour Party People"
3. "Lazyitis"
4. "Wrote For Luck"
5. "Hallelujah"
6. "Clap Your Hands"
7. "Step On"
8. "Kinky Afro"
9. "Loose Fit"
10. "Judge Fudge"

## Singles
- "Step On" (#5 in the UK, April 1990)
- "Kinky Afro" (#5 in the UK, October 1990)
- "Loose Fit" (#17 in the UK, March 1991)

## Músicos
- Shaun Ryder – vocal
- Paul Ryder – Contra-baixo
- Mark Day – Guitarra solo, Guitarra rítmica
- Paul Davis – teclado
- Gary Whelan – bateria

### Pessoal técnico
- Paul Oakenfold - produtor, arranjador, engenheiro de mixagem
- Ray Blair - engenheiro de gravação
- Steve Osborne - produtor, arranjador, engenheiro de mixagem
- Dale Lavi - fotógrafo